# Balkan Cup w biegach narciarskich 2012
Balkan Cup w biegach narciarskich 2012 to kolejna edycja tego cyklu zawodów. Rywalizacja rozpoczęła się 14 stycznia 2012 w greckiej Pigadii, a zakończyła 31 marca 2013 w bośniackim Dvorista/ Pale.
Obrończynią tytułu wśród kobiet była Bułgarka Teodora Małczewa, a wśród mężczyzn Bułgar Weselin Cinzow.

## Kalendarz i wyniki

### Kobiety
| Lp  | Data             | Miejscowość       | Dystans                | 1. miejsce                                             | 2. miejsce                             | 3. miejsce                              |
| --- | ---------------- | ----------------- | ---------------------- | ------------------------------------------------------ | -------------------------------------- | --------------------------------------- |
| 1.  | 14 stycznia 2012 | Pigadia           | Sprint s. dowolnym     | Timea Sara                                             | Katalin Ferencz                        | Antonija Grigorowa-Burgowa              |
| 2.  | 15 stycznia 2012 | Pigadia           | 5 km s. dowolnym       | Mónika György                                          | Timea Sara                             | Antonija Grigorowa-Burgowa              |
| 3.  | 21 stycznia 2012 | Zlatibor          | 5 km stylem dowolnym   | Tanja Karišik                                          | Yonca Karademir                        | Zozan Malkoç                            |
| 4.  | 22 stycznia 2012 | Zlatibor          | 5 km stylem dowolnym   | Tanja Karišik                                          | Yonca Karademir                        | Zozan Malkoç                            |
| 5.  | 3 lutego 2012    | Mawrowo           | 5 km s. dowolnym       | Mónika György                                          | Antonija Grigorowa-Burgowa             | Timea Sara                              |
| 6.  | 4 lutego 2012    | Mawrowo           | 5 km s. dowolnym       | Mónika György                                          | Timea Sara                             | Tanja Karišik                           |
| 7.  | 10 lutego 2012   | Cheile Gradistei  | 5 km s. klasycznym     | Mónika György                                          | Timea Sara                             | Katalin Ferencz                         |
| 8.  | 11 lutego 2012   | Cheile Gradistei  | Sprint s. dowolnym     | Mónika György                                          | Timea Sara                             | Katalin Ferencz                         |
| 9.  | 22 lutego 2012   | Cheile Gradistei  | 10 km s. dowolnym      | Mónika György                                          | Timea Sara                             | Katalin Ferencz                         |
| 10. | 3 marca 2012     | Sarajewo-Dvorista | 10 km s. dowolnym      | Antonija Grigorowa-Burgowa                             | Katalin Ferencz                        | Ivana Kovačević                         |
| 11. | 4 marca 2012     | Sarajewo-Dvorista | 10 km s. dowolnym      | Antonija Grigorowa-Burgowa                             | Katalin Ferencz                        | Ivana Kovačević                         |
| 12. | 8 marca 2012     | Bansko            | Sprint s. klasycznym   | Antonija Grigorowa-Burgowa                             | Teodora Małczewa                       | Rayna Kouva                             |
| 13. | 9 marca 2012     | Bansko            | 10 km (bieg łączony)   | Antonija Grigorowa-Burgowa                             | Rayna Kouva                            | Kameliya Ilieva                         |
| 14. | 10 marca 2012    | Bansko            | sprint dr. s. dowolnym | Bułgaria Teodora Małczewa · Antonija Grigorowa-Burgowa | Bułgaria Rayna Kouva · Jelena Kehajowa | Bułgaria Kamelija Ilieva · Petja Sabewa |
| 15. | 17 marca 2012    | Erzurum/ Kandilli | 5 km stylem klasycznym | Odwołano                                               | Odwołano                               | Odwołano                                |
| 16. | 18 marca 2012    | Erzurum/ Kandilli | 5 km stylem dowolnym   | Odwołano                                               | Odwołano                               | Odwołano                                |

### Mężczyźni
| Lp  | Data             | Miejscowość       | Dystans                 | 1. miejsce                            | 2. miejsce                                     | 3. miejsce                                       |
| --- | ---------------- | ----------------- | ----------------------- | ------------------------------------- | ---------------------------------------------- | ------------------------------------------------ |
| 1.  | 14 stycznia 2012 | Pigadia           | Sprint s. dowolnym      | Paul Constantin Pepene                | Petrică Hogiu                                  | Weselin Cinzow                                   |
| 2.  | 15 stycznia 2012 | Pigadia           | 5 km s. dowolnym        | Paul Constantin Pepene                | Petrică Hogiu                                  | Weselin Cinzow                                   |
| 3.  | 21 stycznia 2012 | Zlatibor          | 10 km stylem dowolnym   | Sabahattin Oğlago                     | Dżewad Hadzifejzovic                           | Rejhan Šmrković                                  |
| 4.  | 22 stycznia 2012 | Zlatibor          | 5 km stylem dowolnym    | Sabahattin Oğlago                     | Rejhan Šmrković                                | Darko Damjanowski                                |
| 5.  | 3 lutego 2012    | Mawrowo           | 10 km s. dowolnym       | Paul Constantin Pepene                | Petrică Hogiu                                  | Damir Rastić                                     |
| 6.  | 4 lutego 2012    | Mawrowo           | 5 km s. dowolnym        | Paul Constantin Pepene                | Petrică Hogiu                                  | Peter Sara                                       |
| 7.  | 10 lutego 2012   | Cheile Gradistei  | 10 km s. klasycznym     | Paul Constantin Pepene                | Petrică Hogiu                                  | Mihai Acostachioaie                              |
| 8.  | 11 lutego 2012   | Cheile Gradistei  | Sprint s. dowolnym      | Paul Constantin Pepene                | Mihai Acostachioaie                            | Viorel Andrei Palici                             |
| 9.  | 22 lutego 2012   | Cheile Gradistei  | 15 km s. dowolnym       | Paul Constantin Pepene                | Petrică Hogiu                                  | Mihai Acostachioaie                              |
| 10. | 3 marca 2012     | Sarajewo-Dvorista | 10 km s. dowolnym       | Weselin Cinzow                        | George Buta                                    | Iwan Burgow                                      |
| 11. | 4 marca 2012     | Sarajewo-Dvorista | 10 km s. dowolnym       | Weselin Cinzow                        | Rejhan Šmrković                                | George Buta                                      |
| 12. | 8 marca 2012     | Bansko            | Sprint s. klasycznym    | Weselin Cinzow                        | Stanimir Belomażew                             | Iwan Burgow                                      |
| 13. | 9 marca 2012     | Bansko            | 20 km (bieg łączony)    | Weselin Cinzow                        | Stanimir Belomażew                             | Iwan Burgow                                      |
| 14. | 10 marca 2012    | Bansko            | sprint dr. s. dowolnym  | Bułgaria Iwan Burgow · Weselin Cinzow | Bułgaria Nikołaj Dimitrow · Stanimir Belomażew | Bułgaria Stanislaw Angelkow · Jordan Czuczuganow |
| 15. | 17 marca 2012    | Erzurum/ Kandilli | 10 km stylem klasycznym | Odwołano                              | Odwołano                                       | Odwołano                                         |
| 16. | 18 marca 2012    | Erzurum/ Kandilli | 10 km stylem dowolnym   | Odwołano                              | Odwołano                                       | Odwołano                                         |

## Klasyfikacje
| Lp. | Zawodnik                   | Punkty |
| --- | -------------------------- | ------ |
| 1.  | Antonija Grigorowa-Burgowa | 650    |
| 2.  | Mónika György              | 600    |
| 3.  | Katalin Ferencz            | 565    |
| 4.  | Timea Sara                 | 560    |
| 5.  | Tanja Karišik              | 310    |
| 6.  | Ivana Kovačević            | 287    |
| 7.  | Rosana Kiroska             | 217    |
| 8.  | Dejana Košarac             | 180    |
| 9.  | Kameliya Ilieva            | 167    |
| 10. | Yonca Karademir            | 160    |

| Lp. | Zawodnik               | Punkty |
| --- | ---------------------- | ------ |
| 1.  | Paul Constantin Pepene | 700    |
| 2.  | Weselin Cinzow         | 520    |
| 3.  | Petrică Hogiu          | 480    |
| 4.  | Iwan Burgow            | 333    |
| 5.  | Rejhan Šmrković        | 315    |
| 6.  | Dżewad Hadzifejzovic   | 246    |
| 7.  | Mladen Plakalović      | 232    |
| 8.  | Sabahattin Oğlago      | 200    |
| 9.  | Darko Damjanowski      | 184    |
| 10. | Sanjin Dizdarevic      | 183    |